# Vetenskapsåret 1817

## Händelser
- 17 februari - i Philadelphia, USA blir den första gatan försedd med gaslyktor.
- Friedrich Strohmeyer upptäcker kadmium.
- Johann Arfvedson upptäcker litium.
- Jöns Jacob Berzelius upptäcker selen.
- Pierre-Joseph Pelletier och Joseph-Bienaime Caventou lyckas isolera klorofyll.
- Karl Drais uppfinner en sparkcykel, (Laufmaschine), föregångare till dagens vanliga cykel.

### Kemi
- Okänt datum - Leopold Gmelin börjar publicera Handbuch der theoretischen Chemie.[1]

## Pristagare
- Copleymedaljen: Henry Kater, brittisk fysiker

## Födda
- 30 juni - Joseph Dalton Hooker (död 1911), brittisk botaniker.
- 10 september - Richard Spruce (död 1893), brittisk botaniker.
- 10 oktober - Christoph Hendrik Diederik Buys-Ballot (död 1890), nederländsk meteorolog och fysiker.
- 17 oktober - Alfred Des Cloizeaux (död 1897), fransk mineralog.

## Avlidna
- 1 januari - Martin Heinrich Klaproth (född 1743), tysk kemist.
- 12 april - Charles Messier (född 1730), fransk astronom.
- 2 juni - Clotilde Tambroni, italiensk språkforskare och filolog (född 1758)
- 11 juni - William Gregor (född 1761), brittisk präst och mineralog.
- 28 juli - Abraham Gottlob Werner (född 1749), tysk geolog.
- 7 augusti - Pierre Samuel du Pont de Nemours (född 1739), fransk ekonom, industrialist och författare.
- 7 november - Jean-André Deluc (född 1727), schweizisk geolog.

### Fotnoter
1. ↑  ”Leopold Gmelin”. Whonamedit?. Arkiverad från originalet den 24 maj 2011. https://web.archive.org/web/20110524205123/http://www.whonamedit.com/doctor.cfm/2219.html. Läst 7 april 2011.